# Sylvia Salustti
Sylvia Salustiano Carvalho, mais conhecida pelos nomes artísticos Sylvia Salusti ou Sylvia Salustti (Rio de Janeiro, 10 de dezembro de 1974) é uma atriz, cantora, dubladora e diretora de dublagem brasileira.

## Trajetória
Sylvia Salusti estudou atuação na escola de teatro O Tablado, depois começou a estagiar no já extinto estúdio carioca Herbert Richers. Inicou sua carreira na dublagem brasileira oficialmente em 1992 com a novela mexicana Muchachitas ("Garotas Bonitas" no Brasil). No início dos anos 2000, inicou sua formação em Canto lírico na Universidade Federal do Estado do Rio de Janeiro (UNIRIO).
Como dubladora, é conhecida no Brasil como a voz das atrizes Renee O'Connor, Zooey Deschanel, Sarah Michelle Gellar, Gwyneth Paltrow, Jessica Alba, Megan Fox, Kirsten Dunst, Mayim Bialik, Amy Adams, Liv Tyler, Erica Durance e Kate Winslet.
Foi indicada a Melhor Dubladora de Protagonista por seu trabalho como Cyborg 003 em Cyborg 009 no Prêmio Yamato de 2005.
Foi indicada a Melhor Dubladora de Protagonista por seu trabalho como Eva em WALL-E no Prêmio Yamato de 2009.
Foi indicada a Melhor Dubladora de Protagonista por seu trabalho como Quorra, em Tron: O Legado no Prêmio Yamato de 2011.

## Principais trabalhos
- Eva em WALL-E[6]
- Rapunzel, em Enrolados[7]
- Pérola, em Steven Universo[8]
- Giselle (canções) em Encantada
- Andorinha Dorinha, "namorada" de Louro José no programa Mais Você;[9]
- Mary Jane Watson em Homem Aranha[10], Homem-Aranha 2[11] e Homem-Aranha 3.
- Ursula Buffay, em Louco Por Você;[12]
- Phoebe Buffay, em Friends[13]
- Buffy Summers em Buffy - A Caça-Vampiros
- Gabrielle em Xena: A Princesa Guerreira[14]
- Carey Martin em Zack e Cody: Gêmeos em Ação[15]
- Lois Lane em Smallville[16]
- Amy Farrah Fowler, em The Big Bang Theory[17]
- Lexie Grey, em Grey's Anatomy[18]
- Zelda Spellman, em O Mundo Sombrio de Sabrina[19]
- Fawn , em Tinker Bell e o Monstro da Terra do Nunca
- Rainha Elizabeth II em The Crown
- Elsa Bloodstone em Lobisomem na Noite[20]
- Nostalgia em Divertida Mente 2[21]